# NGC 3284
NGC 3284 (другие обозначения — NGC 3286, MCG 10-15-112, ZWG 290.56, KCPG 239A, PGC 31433) — эллиптическая галактика (E) в созвездии Большой Медведицы. Открыта Уильямом Гершелем в 1793 году.
Этот объект занесён в Новый общий каталог несколько раз, с обозначениями NGC 3284, NGC 3286. Гершель наблюдал галактику как минимум два раза, указал немного различающиеся координаты, поэтому галактика по ошибке получила два обозначения в каталоге.
NGC 3284 вместе с компаньоном NGC 3288 была внесена в Каталог изолированных пар галактик, однако эта система изолированной не является. Во внутренних частях NGC 3284 наблюдается отклонение формы изофот от эллиптической — она дискообразная. Во внешних частях видна диффузная оболочка. Галактика была классифицирована как E3/S0 pec, при этом её показатель цвета B−V ближе к галактикам типа S0/Sa.